# Миодраг Пурковић
Миодраг Ал. Пурковић (Пожаревац, 29. јул 1907 — Лондон, 12. децембар 1976) био је српски историчар. Припада групи српских историчара које су после Првог светског рата припремили наши старији познати историчари – професор Универзитета у Београду – Станоје Станојевић, Јован Радонић, Драгутин Анастасијевић и Владимир Ћоровић. Тој групи, заједно са Пурковићем, припадају Петар Поповић, Јован Тошковић, Ђорђе Сп. Радојичић, Михаило Динић, Драгослав Страњаковић, Миодраг Југовић и други.
Пурковић је рођен 16. јула 1907. године. (по старом календару) у Пожаревцу у трговачкој школи од оца Алексе и мајке Зорке, рођ. Јовановић. у Пожаревцу је завршио основну школу и гимназију 1924, увек међу најбољима. Такав је био и на филозофском факултету у Београду, где је од 1924. до 1928. студирао под: a)општу историју, б)националну историју и историју Византије, в)југословенску књижевност.
Ради проширења свога знања одмах након студија одлази у Париз, где је 1928. и 1929. радио у Народној библиотеци, Библиотеци Сорбоне, Словенском институту итд. После овога је сву пажњу посветио изради своје докторске тезе „Авињонске папе и српске земље“. Тезу је одбранио 1934. и одмах ју је штампао у свом родном граду. Успешна теза и већ доста објављених краћих и дужих чланака препоручили су га за асистента на катедри историје на Филозофском факултету у Скопљу. Ту га је 1941. као тек изабраног доцента, затекао и Други светски рат, у коме је допао немачког заробљеништва.
Пошавши у Немачку као резервни официр – заробљеник, Пурковић је заувек напустио своју земљу. Заробљеништво је провео у логору Офлаг ВИ С у Оснабрику, где је често заробљеницима држао предавања из српске историје. После капитулације Немачке, неко време је остао без посла. Од јануара 1947. до јануара 1948. био је запослен као припадник Грађанске службе безбедности у Оснабрику. Прешао је у Енглеску, од јануара 1948. до јануара 1949. предавао је историју Српске цркве у Богословској школи за српске ђаке у Дорчестер колеџу код Оксфорда. После овога је добио службу секретара Српске црквено-школске општине „Св. Сава“, у Лондону, у коме је звању и умро 12. децембра 1976, радећи на историји до последњег часа.

#### Посебна издања
- Авињонске папе и српске земље,
- Бугарско српско зближавање кроз векове,
- Да ли се сећате,
- Животворни сокови Српства,
- Загонетни гроб у раваници
- Историја Српске православне црквене општине у Трсту,
- Јелена, жена цара Душана,
- Још неколико таблица за хронологију,
- Кнез и деспот Стефан Лазаревић,
- Кћери кнеза Лазара,
- Неколико таблица за израчунавање ускршњих датума,
- Пожаревац,
- Попис цркава у старој српској држави,
- Принцезе из куће Немањића,
- Рукосади у Туђини,
- Светитељски култови у старој српској држави према храмовном посвећивању,
- Српски владари
- Српски патријарси Средњег века,
- Хиландарски игумани Средњег века

Поред свих ових издања: књига, расправа, објавио је преко двеста чланака и прилога у бројним часописима како у земљи тако у расејању од 1927. до 1976. (Грађанин, Гласник професорског друштва, Време, Наша ризница, Пожаревачки грађанин, Богословље, Браничевски весник, Гласник Југословенског професорског друштва, Југословенски историјски часопис, Гласник Скопског научног друштва, Хришћанско дело, Родољуб, Ослобођење Лондон, Глас Равне Горе, Гласник српске православне цркве, Слободе из Чикага, Глас канадских Срба, Слоге из Перта, Братства из Торонта, Демократска мисао, Савез земљорадника из Чикага, Развигор из Јоханезбурга, Канадски Србобран, Гласник Српског историјског културног друштва Његош из Чикага, Енциклопедија Британика Чикаго – Лондон – Торонто, Свременик Париз, Глас Српске православне цркве у Западној Европи, Ваздухопловни гласник из Лондона, Зборник Удружења српских писаца и уметника у иностранству, Наша реч Лондон, Културно – литерарни прилог Удружења Југословена у Швајцарској за узајамну помоћ…).

## Галерија
- Кућа у Лондону у којој је живео од 1972. године
- Спомен-плоча на кући